# A Number of Names
A Number of Names est un groupe américain éphémère de musique électronique, originaire de Détroit. Durant son existence, il est composé de Paul Lesley, Roderick Simpson et Sterling Jones. Ils sont les auteurs du morceau Sharevari qui passe pour avoir été, aux côtés du morceau de Cybotron Alleys of Your Mind, l'un des tout premier disque produit à Détroit qui générera le genre techno.

## Histoiree
A Number of Names est le groupe éphémère responsable de l'une des premières sorties techno en provenance de Détroit. Grâce à leur seule sortie, le morceau Italo disco Sharevari b/w Skitso, A Number of Names, ainsi que Cybotron de Juan Atkins et Rick Davis, le groupe qui a sorti Alleys of Your Mind à peu près en même temps que Sharevari en 1981, étaient des groupes issus du courant proto-techno comme l'étaient les Stooges et MC5 dans la scène proto-punk. La techno et le punk rock ont mis à peu près le même temps pour devenir des styles à part entière après l'apparition de leurs prédécesseurs. Par coïncidence, chacun de ces ancêtres est originaire de Détroit et de ses environs.
En 1981, Paul Lesley et Sterling Jones, lycéens, décident de concrétiser leur projet de longue date de former un groupe de musique. Inspiré par le Capriccio, le club de fête chic et cliquiste auquel ils appartenaient (l'un des nombreux clubs de Detroit à l'époque), le duo a enregistré Sharevari pendant l'été de l'année de formation du groupe avec l'aide de plusieurs autres personnes. Alors que Lesley a contribué à la voix principale et au synthétiseur basse et que Jones a écrit les paroles, la chanson a été arrangée par Judson Powell et Robert Taylor. Taylor a également fourni les voix sur le refrain, qui ont été mutées par des effets de synthétiseur.
Sharevari, en tant que titre de la chanson, était un jeu de mots sur le nom d'un autre club issu de Détroit, le Charivari. De plus, le club Charivari tire son nom d'une chaîne de magasins de vêtements haut de gamme. Lesley et Jones ont donc choisi de modifier l'orthographe de leur chanson afin d'éviter tout problème juridique éventuel. Ils ont apporté une version inachevée de la chanson à l'une des fêtes du Charivari, l'ont fait jouer par le DJ Darryl Shannon et, à en juger par la réaction de la foule, ont découvert qu'ils avaient quelque chose de grand entre les mains. L'animateur radio Electrifying Mojo était présent à la fête et a invité le groupe anonyme responsable de la chanson à WGPR à le rejoindre dans la cabine pour l'une de ses émissions. Le groupe a accepté, et pendant qu'ils étaient en studio avec Mojo, ils ont parlé du fait qu'ils ne savaient pas comment s'appeler. Mojo a suggéré A Number of Names, et le surnom est resté.